# Vojtěch Bejblík
Vojtěch Bejblík (ur. 12 lutego 1982 w Pradze) – czeski wioślarz.

## Osiągnięcia
- Mistrzostwa Świata Juniorów – Zagrzeb 2000 – czwórka bez sternika – 11. miejsce[1].
- Mistrzostwa Europy – Ateny 2008 – czwórka bez sternika wagi lekkiej – 3. miejsce[1].
- Mistrzostwa Świata – Poznań 2009 – dwójka bez sternika wagi lekkiej – 7. miejsce[1].
- Mistrzostwa Europy – Brześć 2009 – dwójka podwójna wagi lekkiej – 11. miejsce[1].